# Texas centrale
Il Texas centrale (Central Texas in inglese) è una regione dello Stato del Texas circostante ad Austin e circa delimitata da Brady a Kerrville e da La Grange a Waco. Il Texas centrale contiene al suo interno il Texas Hill Country e corrisponde a una sezione di fisiografiche designate dall'Altopiano di Edwards, in un contesto geografico.
Il Texas centrale comprende le aree metropolitane di Austin-Round Rock, Killeen-Temple-Fort Hood, Bryan-College Station, e l'area metropolitana di Waco. Le aree metropolitane di Austin-Round Rock e quella di Killeen-Temple-Fort Hood sono tra quelle più in rapida crescita dello Stato. Alcune città importanti della regione sono Austin, College Station, Killeen, Round Rock, Bridge City, Mansfield, e Waco. Fort Hood, una base dello United States Army, si trova in questa regione.

## Composizione
Le contee (in rosso) fanno parte della regione del Texas centrale:
| - Bastrop - Bell - Blanco - Burnet - Coryell | - Gillespie - Hays - Lampasas - Lee - Llano | - Falls - McLennan - Milam - Travis - Williamson |

Le contee (in rosa) a volte sono incluse nella regione del Texas centrale:
| - Bandera - Bexar - Bosque - Brazos - Burleson - Caldwell - Comal | - Comanche - Fayette - Freestone - Gonzales - Guadalupe - Hamilton | - Hill - Kerr - Kendall - Kimble - Leon - Limestone - Madison | - Mason - Mills - Robertson - San Saba - Washington - Wilson |